# Microstylum helenae
Microstylum helenae là một loài ruồi trong họ Asilidae. Microstylum helenae được Bezzi miêu tả năm 1914. Loài này phân bố ở vùng nhiệt đới châu Phi.